# 海法港
海法港（希伯來語：נמל חיפה）是以色列三大國際港口（另外兩座是阿什杜德港和埃拉特港）中最大的港口。海法港是一座全年運營的天然深水港，提供客運和貿易服務。海法港是地中海東部最大的港口之一。每年經手的貨物至少有2,900萬噸，海法港約有1,000位員工營運，如有郵輪靠岸時，相關的接待服務業將會有5,000人。

## 興建背景
海法港坐落在海法灣，該海灣從史前時代人類航海技術有記載後便提及，該地是海象不穩時的避難水域。在十字軍於西元1100年占領海法後，海法灣開始被開發成港阜，為加利利的主要港口，但是在馬木路克時代荒廢。
以色列復國前，該地主要的港口是阿卡港，不過港阜因淤塞逐漸不適合靠泊大型船。1922年海法港開始修築，1933年10月31日開港。
海法港目前具有貨物碼頭、客運碼頭、漁業碼頭、遊艇區、化學碼頭等區塊，港內有鐵路設站，可直接以鐵運將卸貨物資輸送到以色列國內。

## 海法新港
2021年9月1日，海法新港开港。海法新港是一個自动化集装箱港口，由上港集团投资建设并拥有25年经营权。

## 外部連結
- Port of Haifa official website （页面存档备份，存于）
- Information for cruise passengers （页面存档备份，存于）
- Construction of the port – photographs （页面存档备份，存于）